# Alas Uruguay
Alas Uruguay é uma empresa aérea do Uruguai. Sediada em Montevidéu, opera voos internacionais para as principais cidades da América do Sul.
Criada por ex-funcionários da Pluna, a empresa é a única linha aérea do Uruguai atualmente. Possui três Boeing 737-300.  
Devido a problemas financeiros a empresa deixou de operar em 24/10/16, na sua única rota restante: Montevidéu/Buenos Aires (Aeroparque), quando teve que devolver sua única aeronave devido a falta de pagamento do leasing (financiamento). As outras duas aeronaves já tinham sido devolvidas anteriormente. A empresa operou por menos de 1 ano.

## Frota

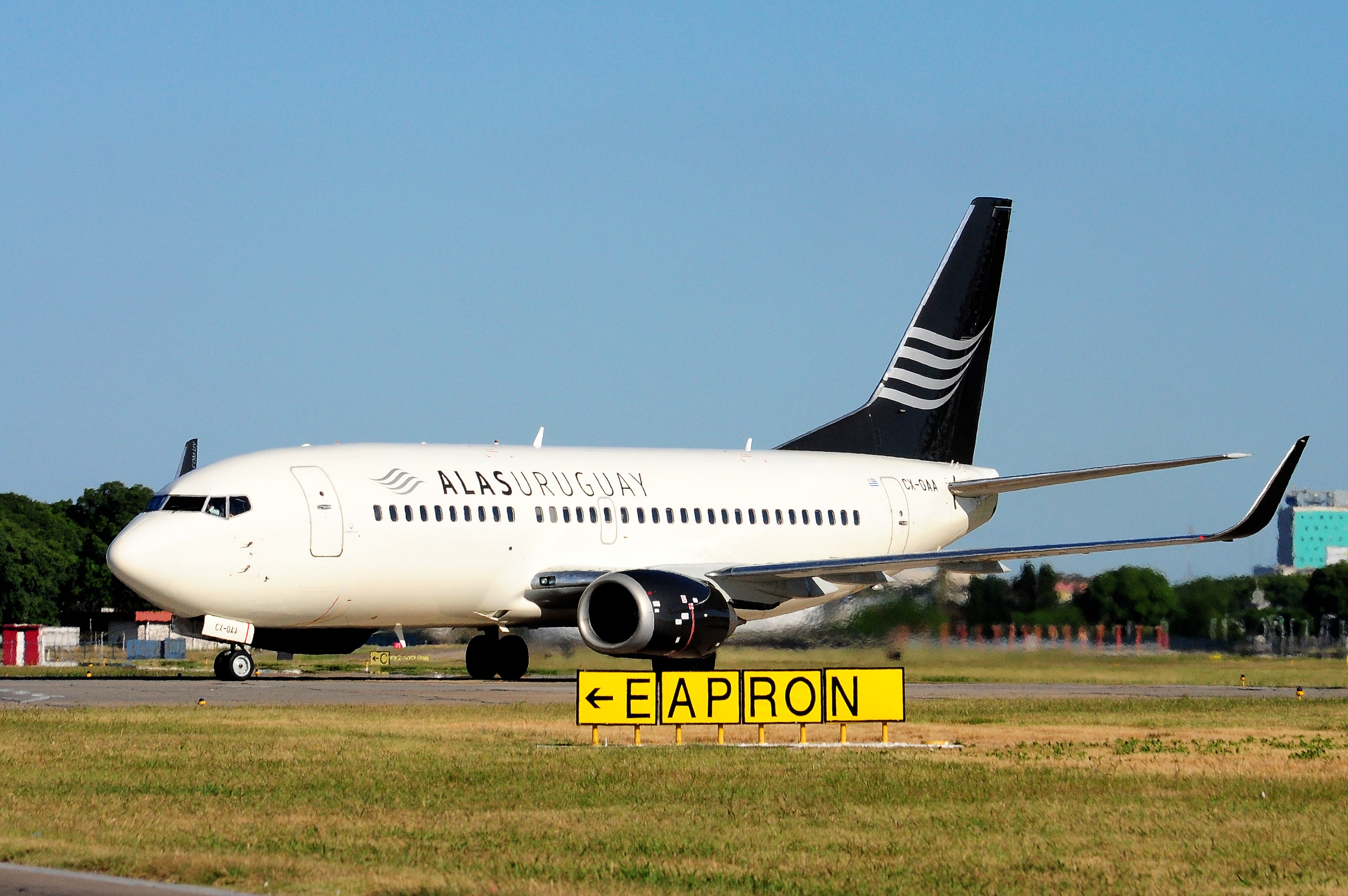
Boeing 737-300 de AlasUruguay.

- Boeing 737-300: 3[3]